# Trifolium variegatum
Trifolium variegatum är en ärtväxtart som beskrevs av John Torrey och Asa Gray. Trifolium variegatum ingår i släktet klövrar, och familjen ärtväxter.

## Underarter
Arten delas in i följande underarter:
- T. v. rostratum
- T. v. variegatum